# Brigadegeneral
Brigadegeneral (et-stjernet general) er en officersgrad over oberst og under generalmajor i hære og luftvåben. Svarer til flotilleadmiral i Søværnet. En brigadegeneral fører en brigade, der består af et antal bataljoner/afdelinger samt selvstændige underafdelinger på i alt 3.500 til 4.500 mand. 
En brigadegeneral bærer i Hæren en A-stjerne (generalstjerne) på hver skulder. Den tidligere Internationale Brigade i Vordingborg, havde en brigadegeneral som chef. I dag har de to tilbageværende brigader en brigadegeneral som chef. Hjemmeværnet har en brigadegeneral som stabschef.
Svarer til Air Commodore i RAF.

## Danske gradstegn for brigadegeneral
- Hæren
- Flyvevåbnet

### Andre landes gradstegn for brigadegeneral (hær)
- Sverige
- Norge 
Brigader
- Tyskland
- USA
- Grækenland
- Rumænien
- Canada 
Brigadier General Brigadier-général
- Estland 
Brigaadikindral

### Andre landes gradstegn for brigadegeneral (luftvåben)
- Canada.
- Rumænien